# Microcosmos
A Microcosmos a Thy Catafalque második albuma, amely 2001-ben jelent meg a budapesti KaOtic Productions kiadásában. A Paths Untrodden című dalra klip készült 2002-ben.

## Dalok
1. The Sileni and Sylvans and Fauns
2. Mirkwood Sonnet
3. These are the Clouds
4. Paths Untrodden
5. Deathless Souls Roam
6. Fehérlófia
7. Micro to Macro
8. Panta Rhei
9. Októberi kép
10. Desolatio

## Közreműködők
- Kátai Tamás - ének, billentyűs hangszerek, citera, programok
- Juhász János - gitár, basszusgitár, citera, doromb

Vendégek
- Lőkös Gabriella - hegedű
- Gáspár Péter - furulya

## Külső hivatkozások
- Thy Catafalque MySpace oldal
- Encyclopaedia Metallum - Microcosmos infólap